# Niederbenningrath

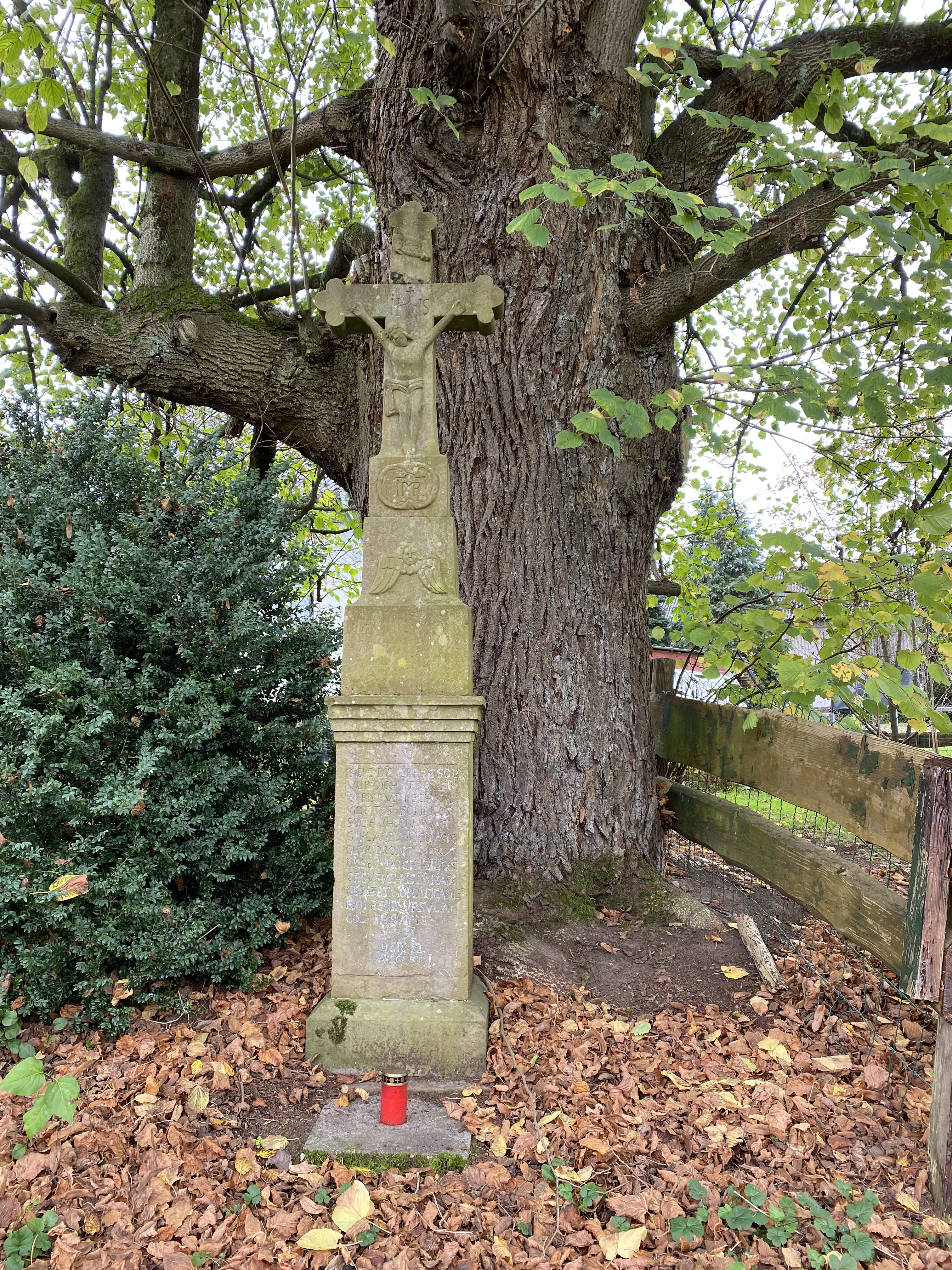
Baudenkmal Wegekreuz (1731)

Niederbenningrath ist ein Ort von Wipperfürth im Oberbergischen Kreis im Regierungsbezirk Köln in Nordrhein-Westfalen (Deutschland).

## Lage und Beschreibung
Niederbenningrath liegt südwestlich von Wipperfürth im Tal des Baches Floßbach an der Grenze zur Gemeinde Lindlar. Nachbarorte sind Alfen, Ballsiefen, Abstoß und Oberbenningrath.
Politisch wird der Ort durch den Direktkandidaten des Wahlbezirks 15 (150) Thier im Rat der Stadt Wipperfürth vertreten.

## Geschichte
1443 wird der Ort erstmals unter der Bezeichnung „Berinckrode“ in einem Verzeichnis über die Einkünfte und Rechte des Kölner Apostelstifts aufgeführt. Die Karte Topographia Ducatus Montani aus dem Jahre 1715 zeigt zwei getrennt voneinander liegende Siedlungsbereiche und bezeichnet diese einheitlich mit „Birningradt“. Am Platz von Niederbenningrath gab es zu dieser Zeit zwei Höfe. Aus dem Jahre 1731 stammt das im Ort stehende Wegekreuz, das heute unter Denkmalschutz steht. Die Topographische Aufnahme der Rheinlande von 1825 zeigt auf umgrenztem Hofraum sieben getrennt voneinander liegende Grundrisse und bezeichnet diese mit „U. Biningrath“ In der Preußischen Uraufnahme von 1840 wird die Schreibweise „Nd. Benningrath“ verwendet.

## Busverbindungen
Über die Haltestelle Ommerborn Abzweig der Linie 426 (VRS/OVAG) ist eine Anbindung an den öffentlichen Personennahverkehr gegeben.

## Wanderwege
Der vom SGV ausgeschilderten Rundwanderweg A4 führt am Ort vorbei.